# 후안 칼라타유드
후안 헤수스 칼라타유드 산체스(Juan Jesús Calatayud Sánchez, 1979년 12월 21일 ~ )는 스페인의 전 프로 축구 선수이다. 1999년 말라가 CF 2군 입단으로 데뷔하였다.